# خاندان ایچیجو
خاندان ایچیجو (به ژاپنی: 一条家 Ichijō-ke) یکی از خاندان‌های اشرافی ژاپن و یک شعبه از خاندان فوجی‌وارا بود.